# جيمس بروس جاردين
جيمس بروس جاردين (بالإنجليزية: James Bruce Jardine)‏ هو عسكري جنوب أفريقي، ولد في 1870 في إدنبرة في المملكة المتحدة، وتوفي في 17 مارس 1955.